# Gasen I Botten (sang)
Gasen I Botten (på dansk: Gassen I Bunden) er en sang af Eddie Meduza. Sangen kan findes på singlen og albummet med samme navn fra 1981.
I Aftonbladet blev "Gasen I Botten" kåret til Eddie Meduzas bedste sang. I en uofficiel afstemning fra sommeren 2002 om Eddie Meduzas 100 bedste sange endte "Gasen I Botten" på andenpladsen.
Eddie Meduza plejede at starte sine koncerter med denne sang.

## Musik
Hvert vers og refrain er 16-beat og er i den originale version af albummet "Gasen I Botten" indspillet i E-dur. Sangen kører med et 4/4 beat (Fire-takts).
Akkordændringerne i versene er som følger (Hvert bogstav repræsenterer et takt): E A E E E E E E E E B E A E B E E.
Og i refrain: E E A A E E B B E E A A E B E B.

## Tekst
Sangen handler om, at Eddie Meduza køber en Chevrolet på "Nisse I Svängen", derefter tager han en tur med sine venner. "Nisse I Svängen" er en bilværksted beliggende i Åstorp i Skåne.
"Sta'n" refererer til Helsingborg, hvis du bor i Åstorp eller Nyvång og skal til byen, du kører til Helsingborg. Motorvejen, de kører på, er E4, der adskiller Åstorp og Nyvång og går til Helsingborg og Helsingør.

## Personel
- Eddie Meduza - Sang, guitar, sangskriver, komponist.
- Rune Backman - Bas.
- Jan-Åke Fröidh - Guitar.
- Börje Lundin - Trommer.

## Cover
Micke Dubois lavede en cover på "Gasen I Botten" på sin sidste album För Fet För Ett Omslag (for fed for et forsidebillede) som en hyldest til Eddie Meduza.